# Prytanejon

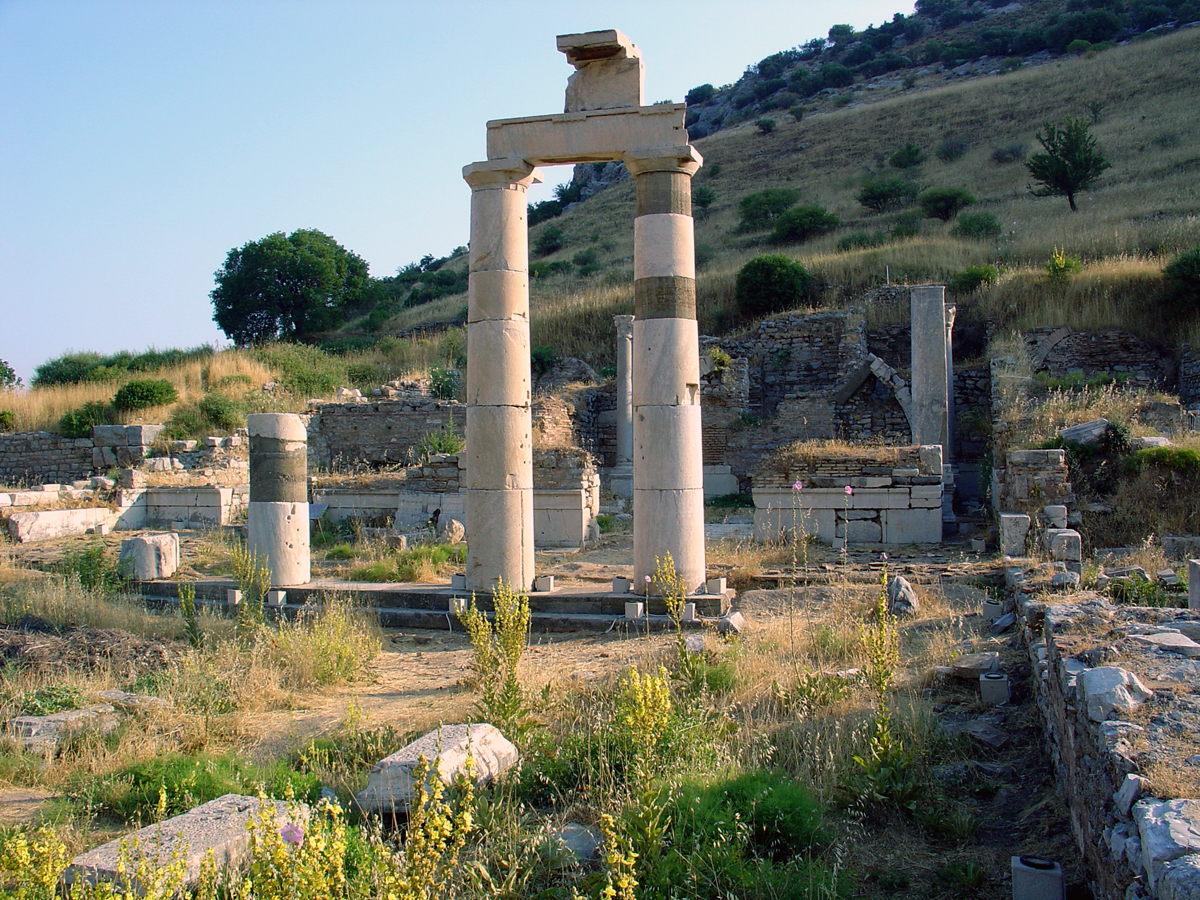
Pozostałości Prytanejonu w Efezie ...

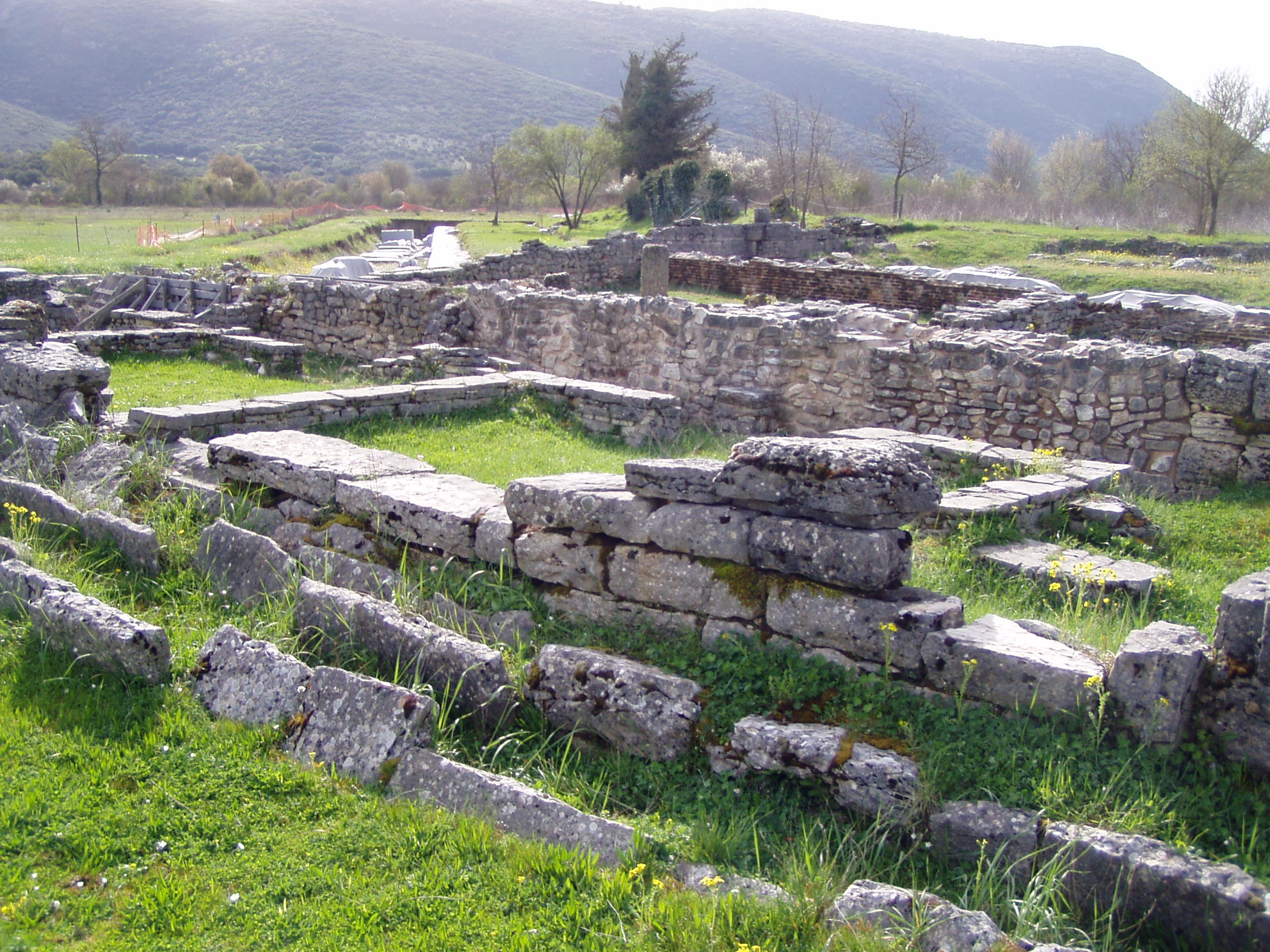
...i w Dodonie

Prytanejon – budynek publiczny w starożytnej Grecji dla najwyższych władz w greckich państwach-miastach, miejsce urzędowania prytanów.
Prytanejon był nie tylko centrum administracyjnym miasta, stanowił także jego centrum duchowe, gdzie znajdował się, symbolizujący wspólnotę obywateli, ołtarz Hestii i wieczny ogień.
W Atenach prytani początkowo urzędowali i spożywali wspólne posiłki w prytanejonie usytuowanym na północ od Akropolu, a potem przenieśli się do okrągłego Tolosu na agorze. W prytanejonie urzędował archont eponim i tu właśnie czasami zbierał się trybunał efetów pod przewodnictwem archonta basileusa. W prytanejonie prytani spożywali wspólnie posiłki na koszt państwa. Niektórzy znaczniejsi cudzoziemcy i zasłużeni obywatele również byli tam żywieni. Prytanejon był także miejscem przyjmowania oficjalnych delegacji przez cywilnych i religijnych włodarzy miasta. Budynku prytanejonu ateńskiego nie udało się dotąd w sposób bezdyskusyjny zlokalizować, znane są jednak pozostałości takich obiektów w innych miastach starożytnej Grecji.